# راجين شيث
راجين شيث هو مدير تنفيذي في جوجل ، حيث يدير حاليًا إدارة المنتجات في السحابة AI وفريق التعلم الآلي. فكرة إصدار مؤسسة خدمة البريد الإلكتروني من جوجل تم طرح جي ميل بواسطة راجين في اجتماع مع المدير التنفيذيإريك شميدت في عام 2004. رفض شميدت الاقتراح في البداية، بحجة أن القسم يجب أن يركز على البحث على الويب، ولكن تم قبول الاقتراح لاحقًا. يُعرف شيث باسم «والد جي سويت» ،  وهو مسؤول عن تطوير جوجل كروم وكروم أو إس.

## مهنة
درس راجين هندسة الكمبيوتر (1994-1999) في جامعة ستانفورد مثل سيرجي برين ولاري بيج . تخرج في الهندسة الكهربائية وحصل على درجة الماجستير في هندسة الكمبيوتر من جامعة ستانفورد  في عام 1999 ثم انضم إلى مايكروسوفت . في ذلك الوقت، كانت مايكروسوفت تعيد تشكيل خدمة البريد الإلكتروني الخاصة بهم، أوت لوك .كوم . بعد عام في مايكروسوفت ، انتقل إلى شركة وادي السيليكون الناشئة المعروفة باسم Zaplet ، حيث بنى ما أسماه «تقنيات البريد الإلكتروني المستقبلية». في عام 2004 ، انضم إلى جوجل.